# 亚历山大·别斯梅尔特内赫
亚历山大·亚历山德罗维奇·别斯梅尔特内赫（羅馬化：Aleksandr Aleksanrovich Bessmertnykh；1933年—），苏联政治人物。1991年1月15日至1991年8月23日，担任苏联外交部长。

## 生平
别斯梅尔特内赫生于西伯利亚比斯克。1957年，别斯梅尔特内赫入职苏联外交部。1970年至1983年，在苏联驻美国大使馆担任领事。1986年，担任外交部副部长。1988年，担任外交部第一副部长。1990年5月15日至1991年1月15日，担任苏联驻美国大使。